# Задембе (Люблінський повіт)
Задембе (пол. Zadębie) — село в Польщі, у гміні Бихава Люблінського повіту Люблінського воєводства.
Населення — 36 осіб (2011).
У 1975-1998 роках село належало до Люблінського воєводства.

## Демографія
Демографічна структура станом на 31 березня 2011 року:
|          | Загалом | Допрацездатний вік | Працездатний вік | Постпрацездатний вік |
| -------- | ------- | ------------------ | ---------------- | -------------------- |
| Чоловіки | 17      | 5                  | 10               | 2                    |
| Жінки    | 19      | 0                  | 14               | 5                    |
| Разом    | 36      | 5                  | 24               | 7                    |